# Jeff Hostetler

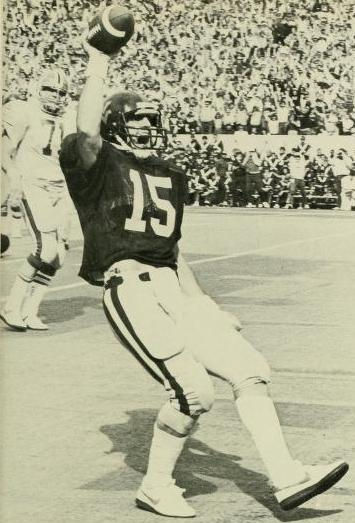
Imagem do ex-jogador de futebol americano estadunidense Jeff Hostetler.

William Jeffrey Hostetler (nascido em 22 de abril de 1961, em Hollsopple, Pensilvânia) é um ex-jogador profissional de futebol americano que foi quarterback na National Football League (NFL) para o New York Giants, Los Angeles/Oakland Raiders e Washington Redskins. Ele venceu o Super Bowl XXV com os Giants após assumir no meio da temporada o lugar de Phil Simms, que se machucou. Seu apelido é "Hoss".